# Ivan Moody
Ivan L. Moody, igazi nevén Ivan Lewis Greening (született 1980. január 7. Denver, Colorado, Amerikai Egyesült Államok), az álneve: Ghost (magyarul: szellem), az amerikai Five Finger Death Punch heavy metal banda énekese.

Az éneklés mellett a filmek is érdeklik, több horrorfilmben játszott is.

## Karrier

### Kezdetek, Motograter (2002–2006)
Ivan Moody több kisebb zenekarban is játszott, majd 2002-ben a Motograterhez csatlakozott. Az első, önmagukról elnevezett albumukat, a Motogratert 2003. június 24-én adták ki. Az albummal egész nagy sikereket értek el, és az Ozzfesten is játszottak, olyan bandákkal, mint például: Korn, Slipknot, Killswitch Engage, Disturbed, Marilyn Manson,Nothingface. 2006-ban a banda egy ideig abbahagyta a működését, de aztán összeállt újra, ám Ivan kijelentette, hogy végzett a Motograterrel.

### Black Blood Orchestra
A Black Blood Orchestra nevű bandát Ivan alapította, a volt kollégiumi szobatársaival és a rokonaival együtt. 1994 óta évekig játszottak együtt és sok-sok számot írtak, vettek fel, de különösebb sikert soha nem értek el. A felvételeket le lehet tölteni myspace-ről. 

Tagok: Ivan Moody (vokál), Ryan Morrow (basszusgitár), Bill Stonebraker (gitár), és Jim "Dugan" Demongey (dobok).

### Ghost Machine
Ivan mellékprojektje. Eddig két lemezük jelent meg, az első 2005. július 26-án, neve Ghost Machine, a második, a Hypersensitive 2006. november 21-én jött ki. Jelenleg négy tagja van. Az egyik számuk a Fűrész harmadik részében is benne volt.

### Five Finger Death Punch
Ivan Moody 2006-ban csatlakozott a Five Finger Death Punchhoz, és még abban az évben bevonultak a stúdióba, hogy felvegyék az első lemezüket, amely a The Way of the Fist címet viseli. 2007-ben jelent meg. Világszerte mintegy 500.000 darabot adtak el belőle.

A második lemezük a War Is the Answer címet viseli, ebből is körülbelül 500.000 példányt adtak el. 2009-ben készült el.

2008-ban a Korn Family Values turnéján, és a Bitch We Have a Problem Tour nevű koncertkörútján is részt vettek.

Legutóbbi albumuk, az The Wrong Side of Heaven and The Righteous Side of Hell Vol. 2 2013 decemberében jelent meg.

## Diszkográfia
Motograter:
- 2003: Motograter

Valamint több demó is van, amin Ivan Moody énekel, ezek: "Flesh Burns (1999 Demo)", "Pile Driver (2000 Demo)", és a "Failure (Live 2004)"
Ghost Machine:
- 2005: Ghost Machine
- 2006: Hypersensitive

Five Finger Death Punch:
- 2007: The Way of the Fist
- 2009: War Is the Answer
- 2011: American Capitalist
- 2013: The Wrong Side Of Heaven And The Righteous Side Of Hell Vol.1
- 2013: The Wrong Side Of Heaven And The Righteous Side Of Hell Vol. 2
- 2017  A Decade of Destruction
- 2018  ...And Justice For None
- 2020 F8

## Fordítás
Ez a szócikk részben vagy egészben  az   Ivan_L._Moody című angol Wikipédia-szócikk fordításán alapul.  Az eredeti cikk szerkesztőit annak laptörténete sorolja fel. Ez a jelzés csupán a megfogalmazás eredetét és a szerzői jogokat jelzi, nem szolgál a cikkben szereplő információk forrásmegjelöléseként.

## További információ
- Hivatalos oldal
- Ivan Moody az Internet Movie Database-ben (angolul)